# Rhizostoma
Rhizostoma is een geslacht van schijfkwallen uit de familie van de Rhizostomatidae.

## Soorten
- Rhizostoma pulmo Gershwin & Zeidler, 2008 (Bloemkoolkwal)
- Rhizostoma octopus Gmelin, 1791
- Rhizostoma luteum (Quoy & Gaimard, 1827)